# 富坂警察署
富坂警察署（とみさかけいさつしょ）は、警視庁が管轄する警察署の一つである。第五方面本部所属。管内には第五方面交通機動隊（五交機）本部も存在する。
署員数およそ200名、識別章所属表示はQA。

## 概要
- 文京区小石川地域の東半分を管轄する。
- 管内には東京ドーム、後楽園ホールなどの施設を擁する東京ドームシティがある。

## 所在地
- 東京都文京区小石川二丁目14番2号

## 管轄区域
文京区
- 本郷一丁目の一部（33・34番、35番の一部）、四丁目の一部（15番の一部）（それ以外の本郷は本富士警察署の管轄）
- 後楽一・二丁目（全域）
- 春日一丁目、二丁目（8・11番を除く。二丁目8・11番は大塚警察署の管轄）
- 水道一丁目（3から10番を除く。一丁目3から10番と、二丁目は大塚警察署の管轄）
- 小石川一・二・三・四丁目、五丁目（一部を除く。五丁目の一部は大塚警察署の管轄）
- 小日向四丁目の一部（1・2番、4・5番の各一部）（それ以外の小日向は大塚警察署の管轄）
- 大塚三丁目の一部（31から44番）、四丁目の一部（1から4番の各一部）（それ以外の大塚は大塚警察署の管轄）
- 白山一・二・三・四・五丁目（全域）
- 千石一・二・三・四丁目（全域）
- 本駒込二丁目の一部（9番の一部、10・11番、28番の一部、29番）、六丁目の一部（1から6番、7から12番の各一部）（それ以外の本駒込は駒込警察署の管轄）

## 沿革
- 1875年（明治8年）：「第四方面第四警察署」が設置。
- 1881年（明治14年）：「第四方面第四警察署」を「小石川警察署」に改称。
- 1937年（昭和12年）：「小石川警察署」を「富坂警察署」に改称。

## 組織
- 警務課
- 交通課
- 警備課
- 地域課
- 刑事組織犯罪対策課
- 生活安全課

## 交番
- 春日交番（文京区春日一丁目16番28号） - 1910年8月に開設。
- 後楽交番（文京区後楽二丁目1番8号） - 1910年8月に新諏訪町派出所として開設、1944年9月休止、1947年3月再開。
- 竹早交番（文京区小日向四丁目1番6号） - 1910年8月に三軒町派出所として開設、1922年4月に竹早町派出所と改称。
- 白山交番（文京区白山二丁目39番1号） - 1906年9月に指ヶ谷派出所として開設、1945年5月休止、1948年8月再開、1969年に白山派出所と改称。
- 千石一丁目交番（文京区千石一丁目28番6号） - 1906年9月に駕籠町派出所として開設、1969年3月に千石一丁目派出所と改称。
- 白山御殿町交番（文京区白山3丁目6番2号） - 2013年2月4日、林町交番の移転先として開設。

駐在所、地域安全センターはない。

### 廃止された交番
- 林町交番（文京区千石一丁目6番） - 1908年1月に開設、1944年9月休止、1945年10月再開。2013年廃止。

## 警備派出所
- 東京ドーム警備派出所（文京区後楽一丁目3番17号） - 1955年9月に開設。

## 主な事件
- 小石川七人斬り事件
- 富坂警察署襲撃事件 - 未解決
- 小石川五丁目けん銃使用殺人事件 - 未解決[1]

## 富坂庁舎
- 警視庁「富坂庁舎」と呼ばれる施設（本来の名称は警視庁第五方面本部）が同じ文京区内にあり、よく富坂警察署と間違われるが、第五方面本部はここから南東に500mぐらいの所にある。